# 岩松寺 (羽生市)
岩松寺（がんしょうじ）は、埼玉県羽生市にある曹洞宗の寺院。

## 歴史
室町時代末期、柴山縫殿之介の開基である。縫殿之介は信濃国の出身で、永禄年間（1558年 - 1570年）に後北条氏に仕えることになった。その頃、羽生城の木戸忠朝と忍城の成田氏長との間に領地をめぐる紛争が勃発、後北条氏は羽生の木戸氏に加担し、援軍を送った。その時の将が縫殿之介であり、武功を挙げた。その後、縫殿之介は西岩瀬の禅僧「信宗」と親交をむずび、当寺を創建することになった。
後北条氏滅亡後、縫殿之介は浪人となり、流浪の旅に出た。その際に自分の息子を当寺に預けた。その子は長じて「柴山新次郎重吉」と名乗った。その後、関東地方は徳川家康の領地となり、その代官が当地を巡検した際に、新次郎が只者でないことを見抜き、父の縫殿之介が開基の当寺に対して、特段の配慮がなされることになった。

## 交通アクセス
- 羽生駅より徒歩17分。